# 真金町 (岡山県)
真金町（まかねちょう）は、かつて岡山県吉備郡にあった町である。1960年（昭和35年）4月1日に高松町に編入され廃止された。現在は同市北区吉備津となっている。本項では、同町の町制前の名称である賀陽郡・吉備郡真金村（まかねそん）についても述べる。

## 歴史

### 古代〜江戸時代
- 古代、この辺りは備中国賀陽郡板倉郷と呼ばれていた。桃太郎のモデルといわれ、吉備中山や吉備津神社も舞台となった吉備津彦命伝説が今に残っている。
- 北部、名越山麓は板倉と呼ばれており街道（山陽道）が通っていた。そのため宿場町（板倉宿）として繁栄し、今もその町並の雰囲気を残している。
- 南部、吉備津神社周辺は宮内と呼ばれ、古くから吉備津神社の鳥居前町として賑わっていた。江戸時代には遊廓が並ぶなど繁栄した。江戸時代の書物には、西国街道・京以西では随一の遊里・花街と記され、規模は縮小するも戦後辺りまで遊郭街として機能した[1]。
- 江戸時代は、板倉村と宮内村の一部は庭瀬藩領、宮内村の一部は吉備津神社領であった。

### 沿革
- 1889年（明治22年）6月1日 - 町村制施行。宮内村と板倉村が合併して賀陽郡真金村が発足。
- 1900年（明治33年）4月1日 - 賀陽郡と下道郡が統合され、吉備郡となる。
- 1905年（明治38年）11月15日 - 吉備津駅が開業。
- 1929年（昭和4年）8月1日 - 町制施行、吉備郡真金町が発足。
- 1953年（昭和28年）5月18日 - 国道180号が開通。
- 1960年（昭和35年）4月1日 - 吉備郡高松町に編入合併、吉備郡高松町吉備津へ改称。
- 1971年（昭和46年）1月8日 - 吉備郡高松町が岡山市へ編入合併する。

## 地名の由来
由来は、『古今和歌集』で吉備中山について「真金吹く 吉備の中山 帯にせる 細谷川の音のさやけさ」と歌われたことに由来している。この歌中の「真金吹く」とは吉備国を表す枕詞であり、「真金」は鉄という意味である。